# Put Yo Hood Up
Put Yo Hood Up jest trzecim studyjnym albumem grupy muzycznej Lil Jon & the East Side Boyz.

## Lista utworów
1. "Y'all Ain't Ready"
2. "Uhh Ohh" (feat. Khujo Goodie of Goodie Mob & Bo Hagon)
3. "Put Yo Hood Up"
4. "Bia' Bia'" (feat. Ludacris, Too Short, Big Kapp & Chyna Whyte)
5. "Bia' Bia' Check In" (skit)
6. "Who U Wit"
7. "Let My Nuts Go" (feat. Too Short, Quint Black & The Nation Riders)
8. "Move Bitch" (feat. Three 6 Mafia, Gangsta Boo, YoungBloodZ, Chyna White & Don Yute)
9. "Heads Off" (My Niggas) (feat. M.O.P.)
10. "Sexlude" (skit)
11. "Can't Stop Pimpin'" (feat. Oobie, 8Ball & MJG)
12. "Bounce Dat" (feat. Chyna Whyte)
13. "Nothins Free" (feat. Oobie)
14. "Searcylude" (skit)
15. "Where Dem Girlz At" (feat. Sky keeton)
16. "I Like Dem Girlz" (feat. Jazze Pha)
17. "Nasty Girl" (feat. Oobie)
18. "DJ Hershey Live at the Blue Flamelude" (skit)
19. "Go Shawty Go" (feat. Kilo Ali)
20. "Outro Chynalude" (skit) (feat. Chyna Whyte)
21. "Bia' Bia' 2" [*] (feat. Chyna Whyte & Too Short)